# Podkraj, Železna Kapla - Bela
Podkraj (nemško Unterort) je naselje v Občini Železna Kapla - Bela v Okraju Velikovec na Koroškem v Avstriji.